# Specie di Camponotus

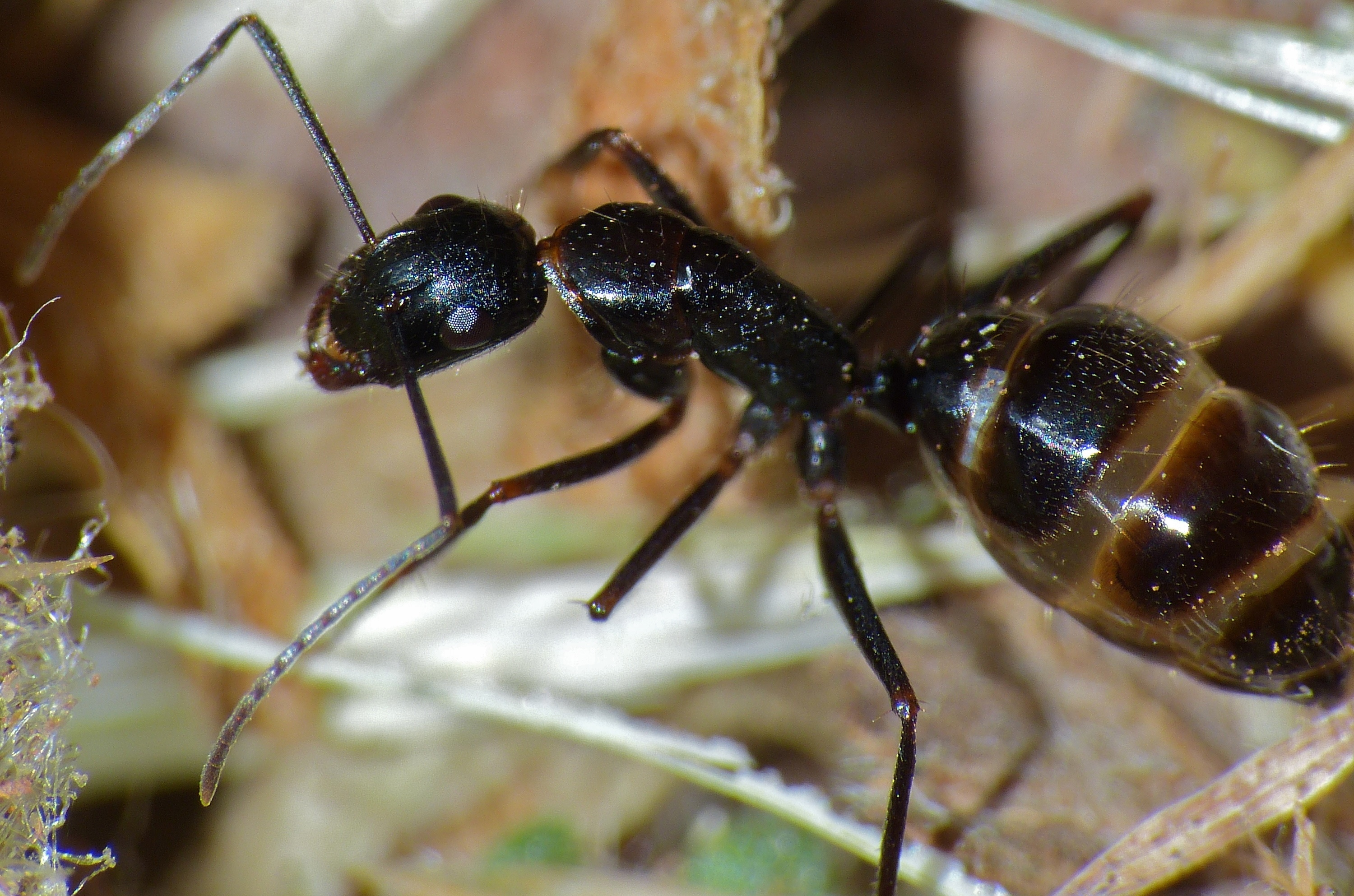
Camponotus aethiops

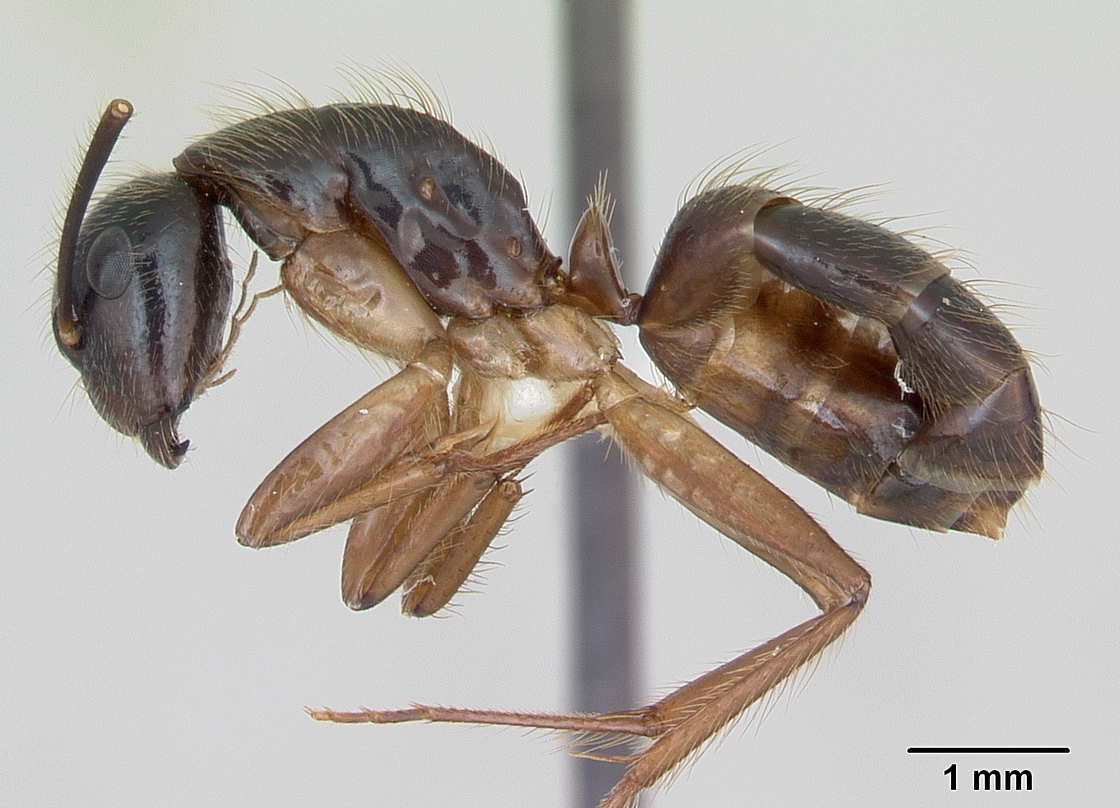
Camponotus atriceps

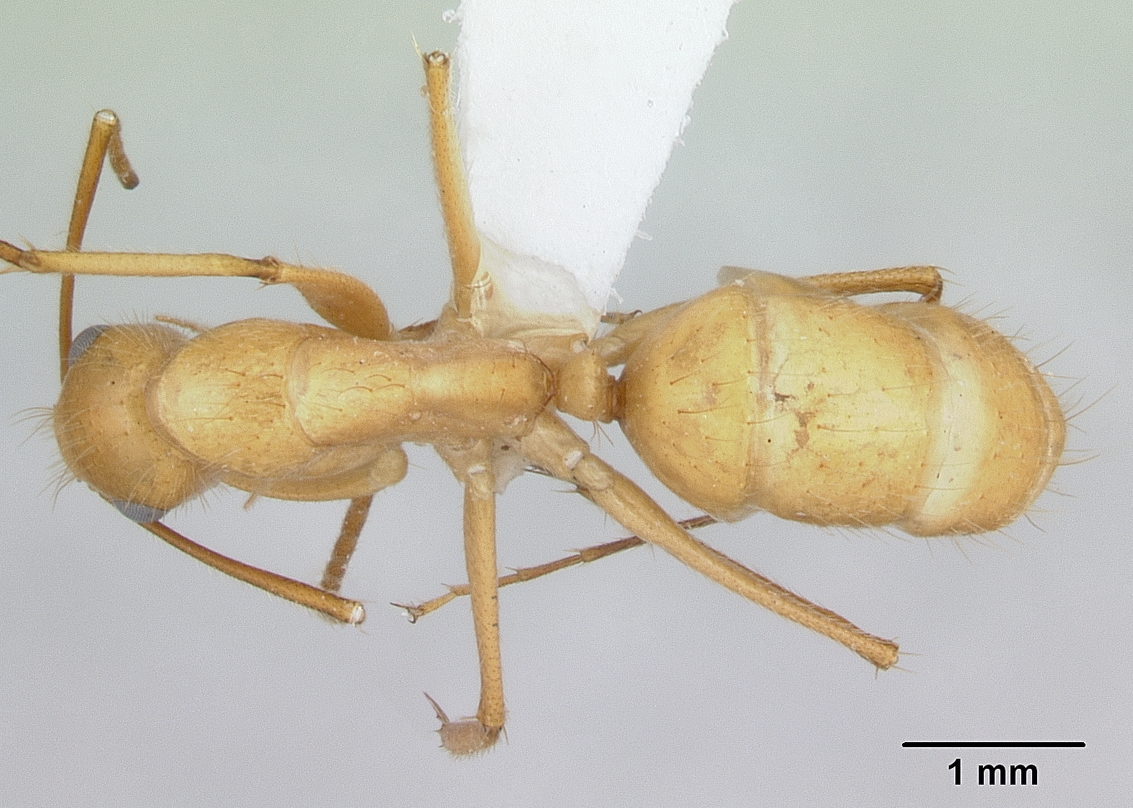
Camponotus balzani

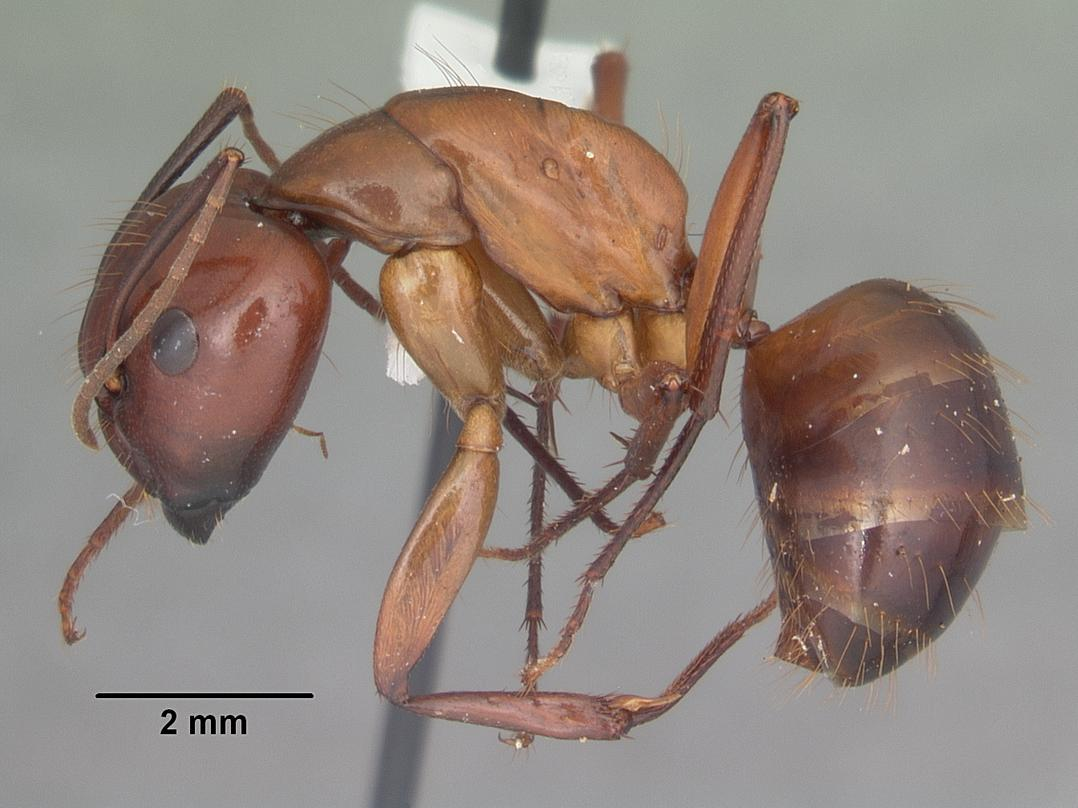
Camponotus castaneus

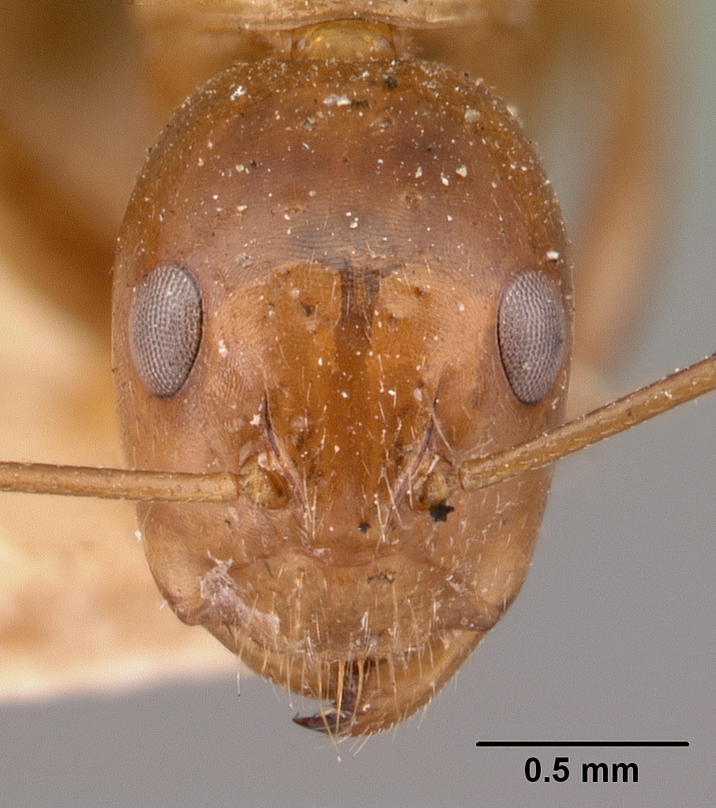
Camponotus christi

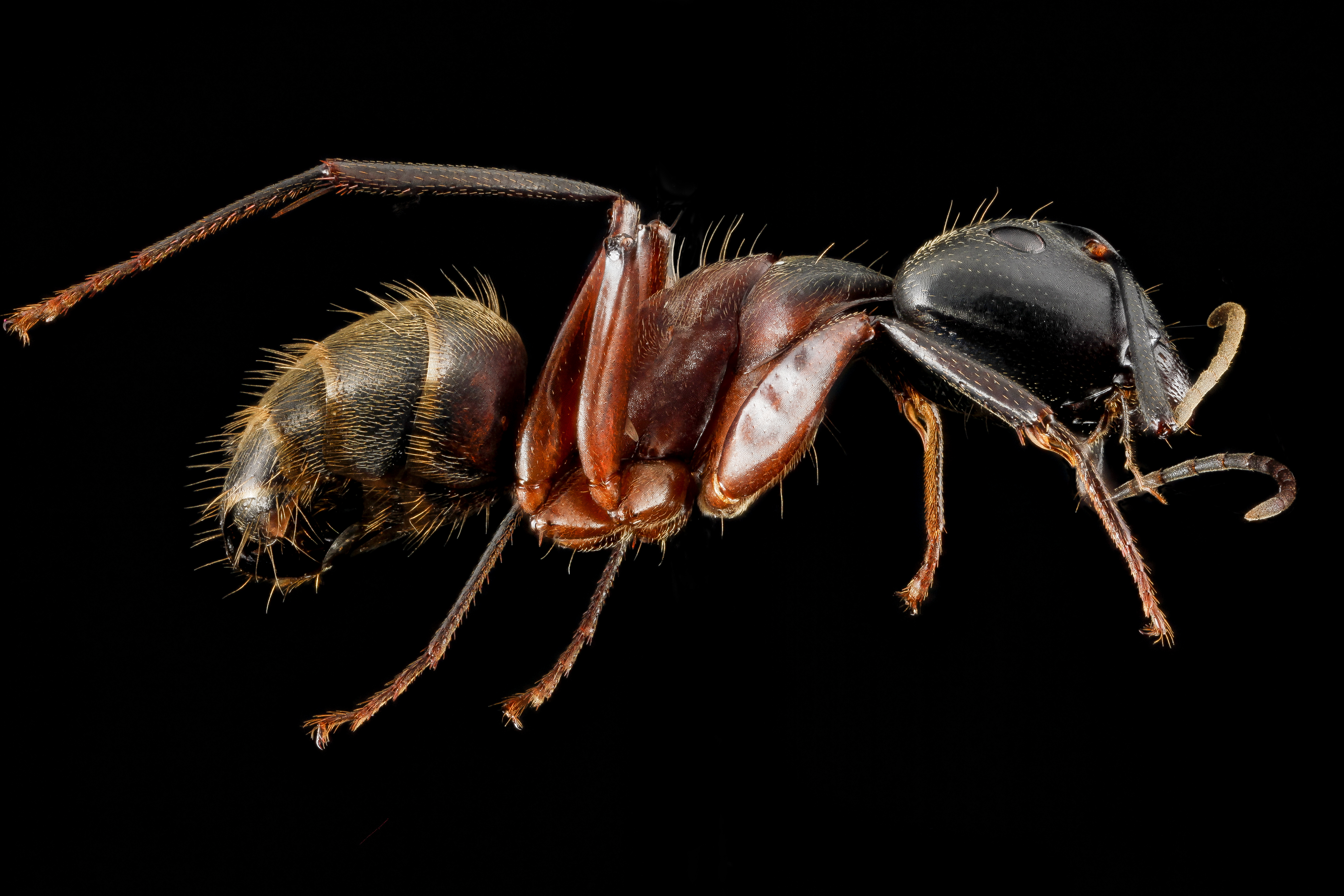
Camponotus chromaiodes

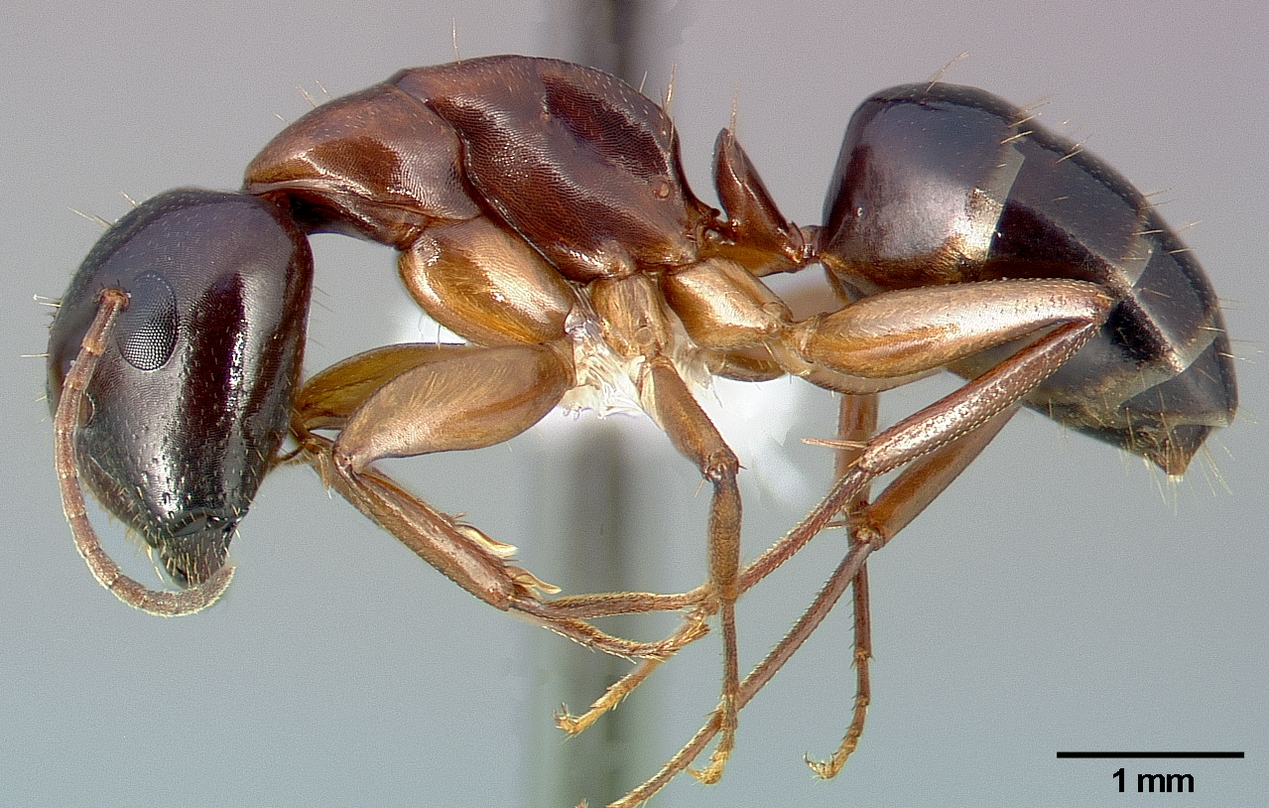
Camponotus clarithorax

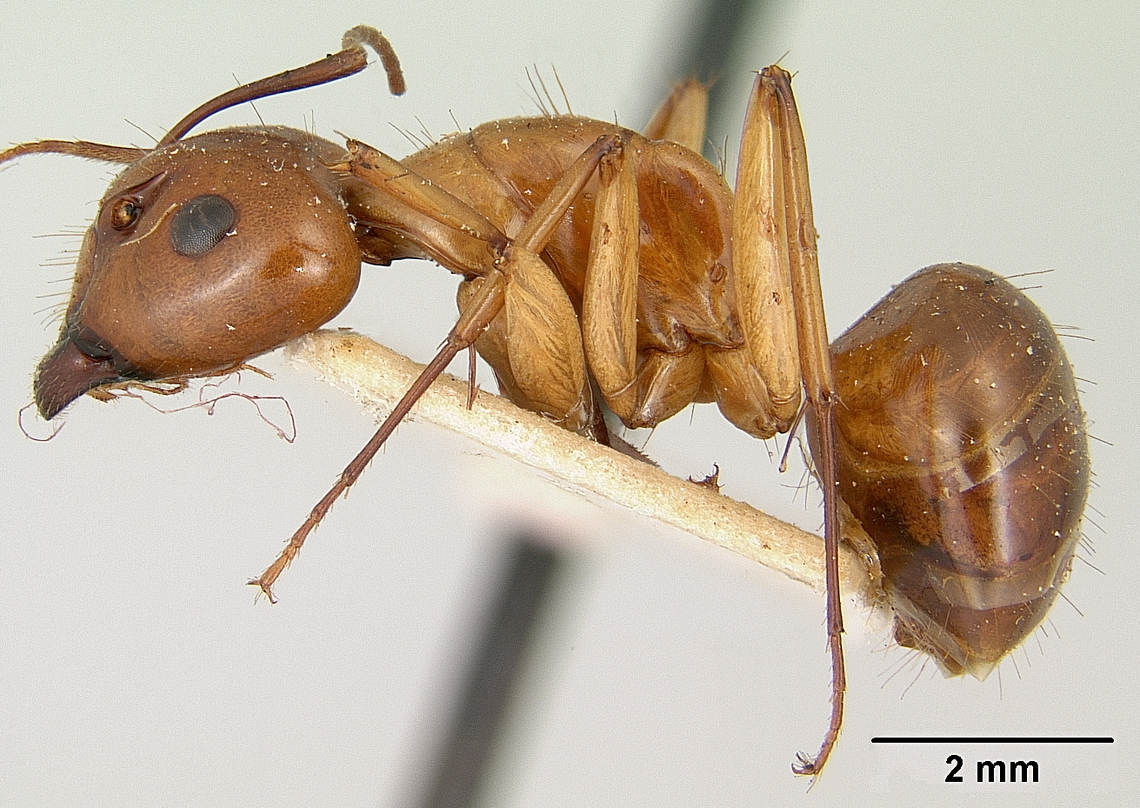
Camponotus concolor

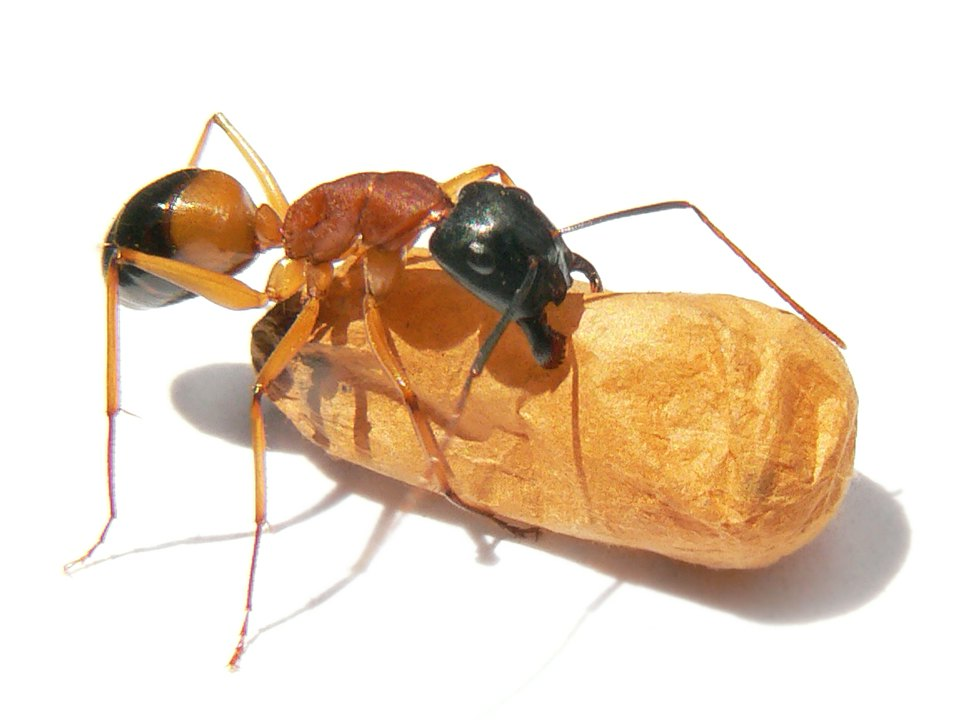
Camponotus consobrinus

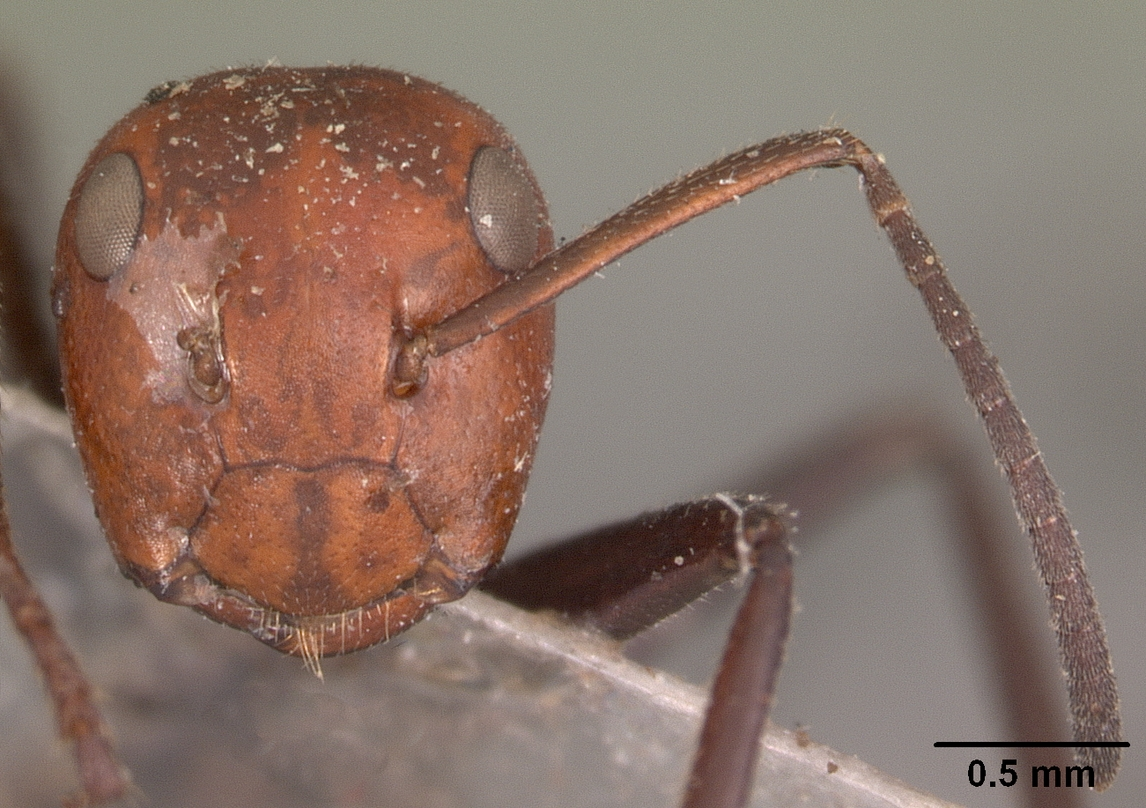
Camponotus cylindricus

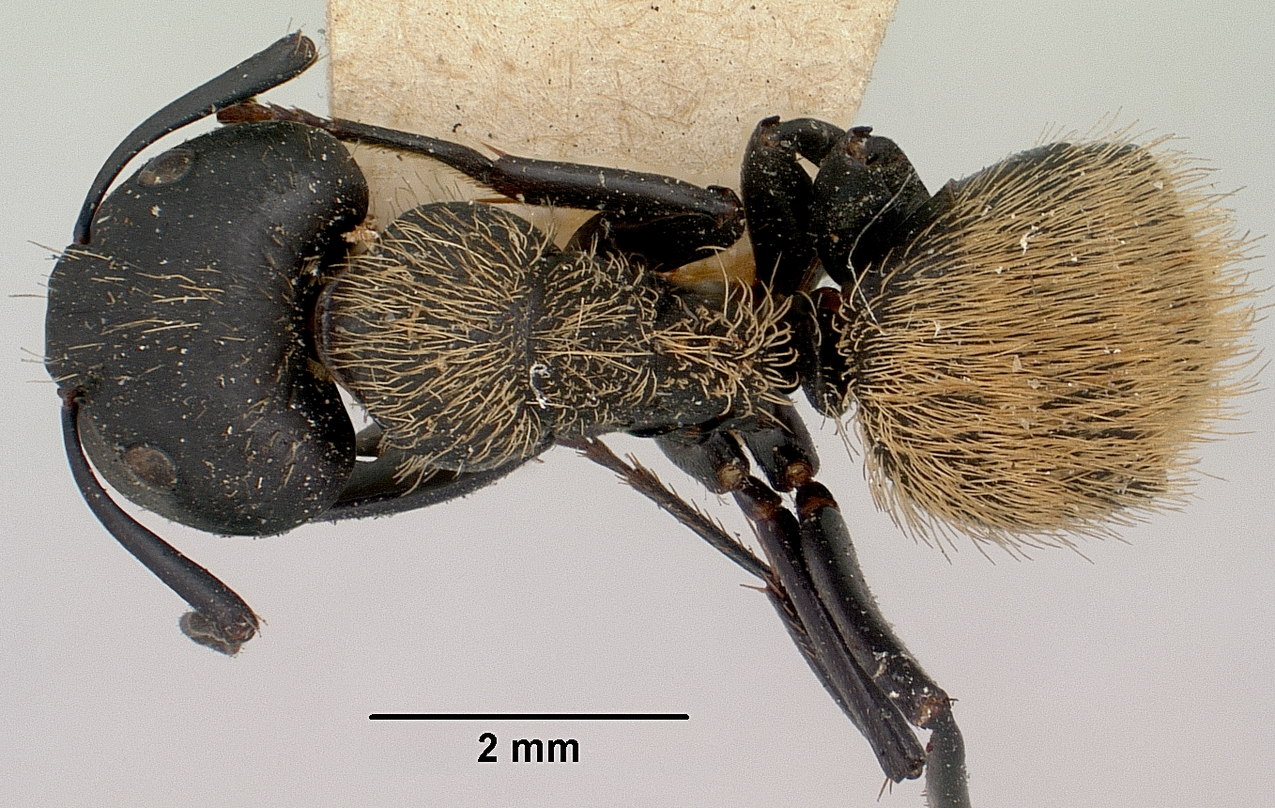
Camponotus darwinii

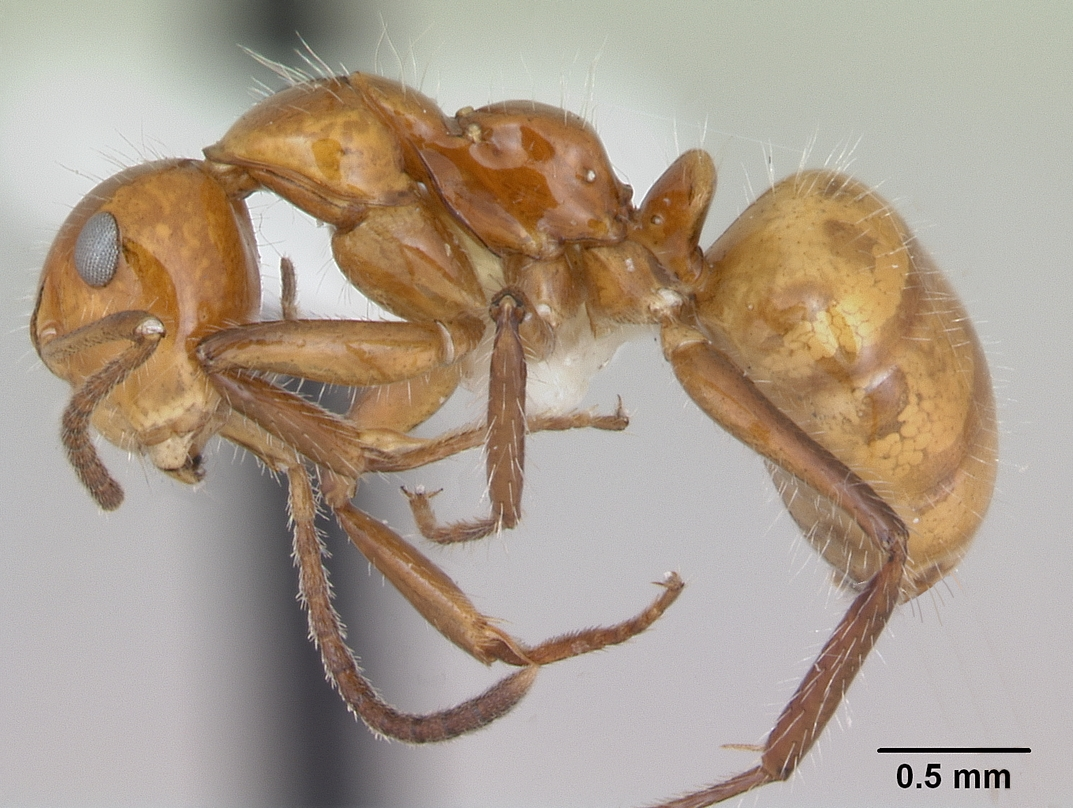
Camponotus dimorphus

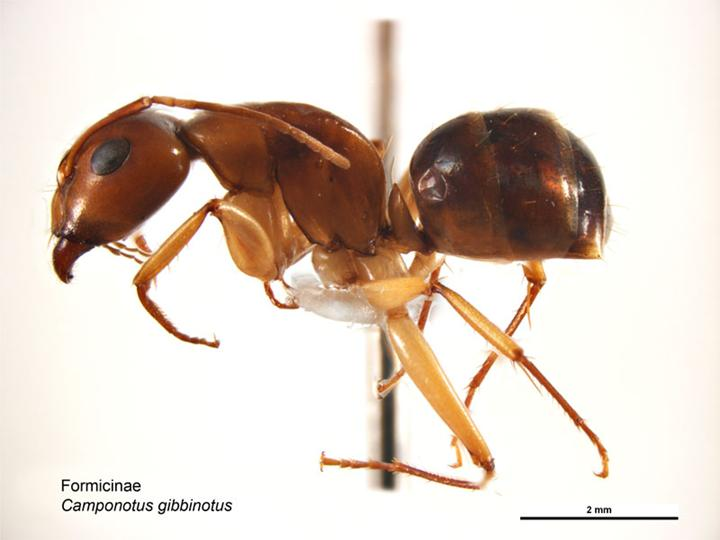
Camponotus discors

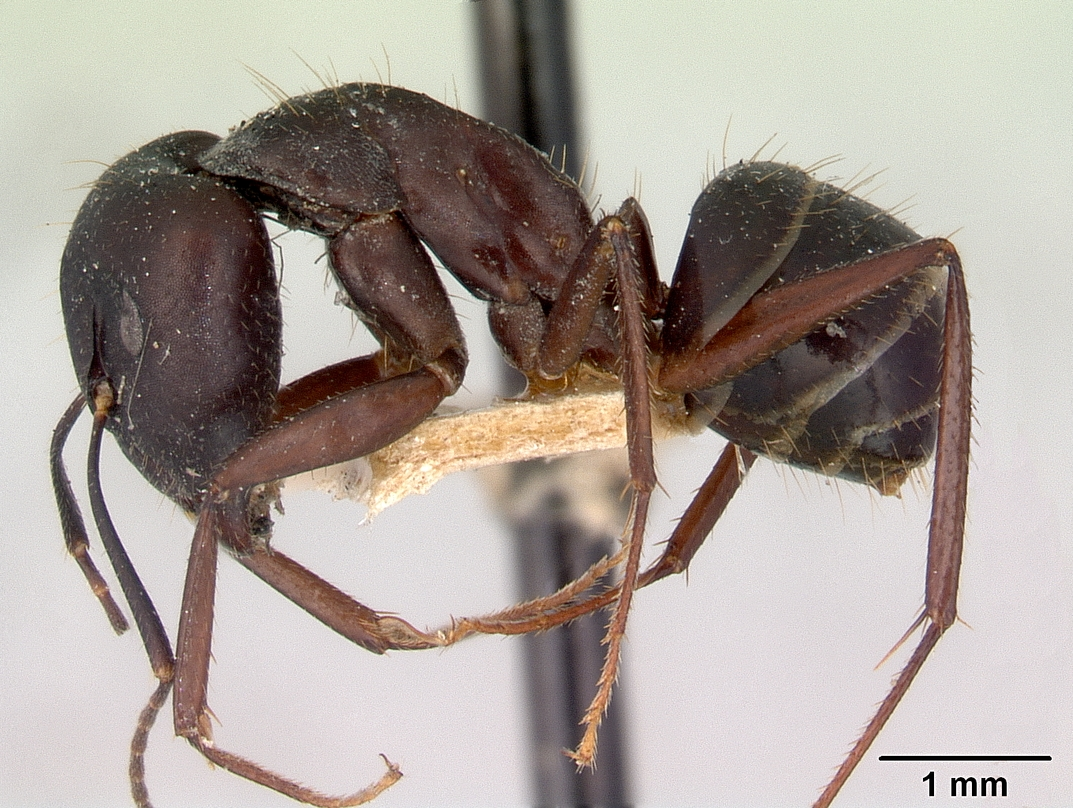
Camponotus dorycus

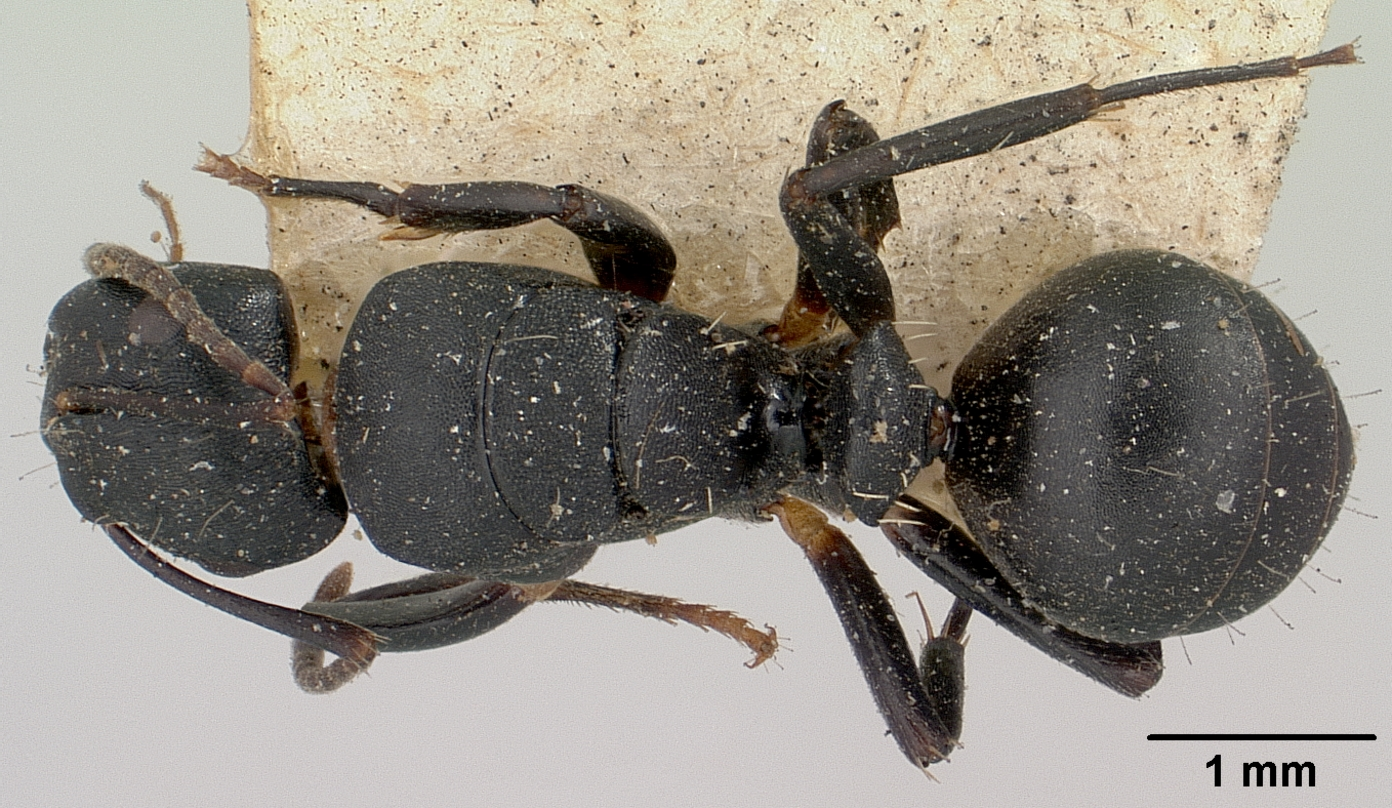
Camponotus echinoploides

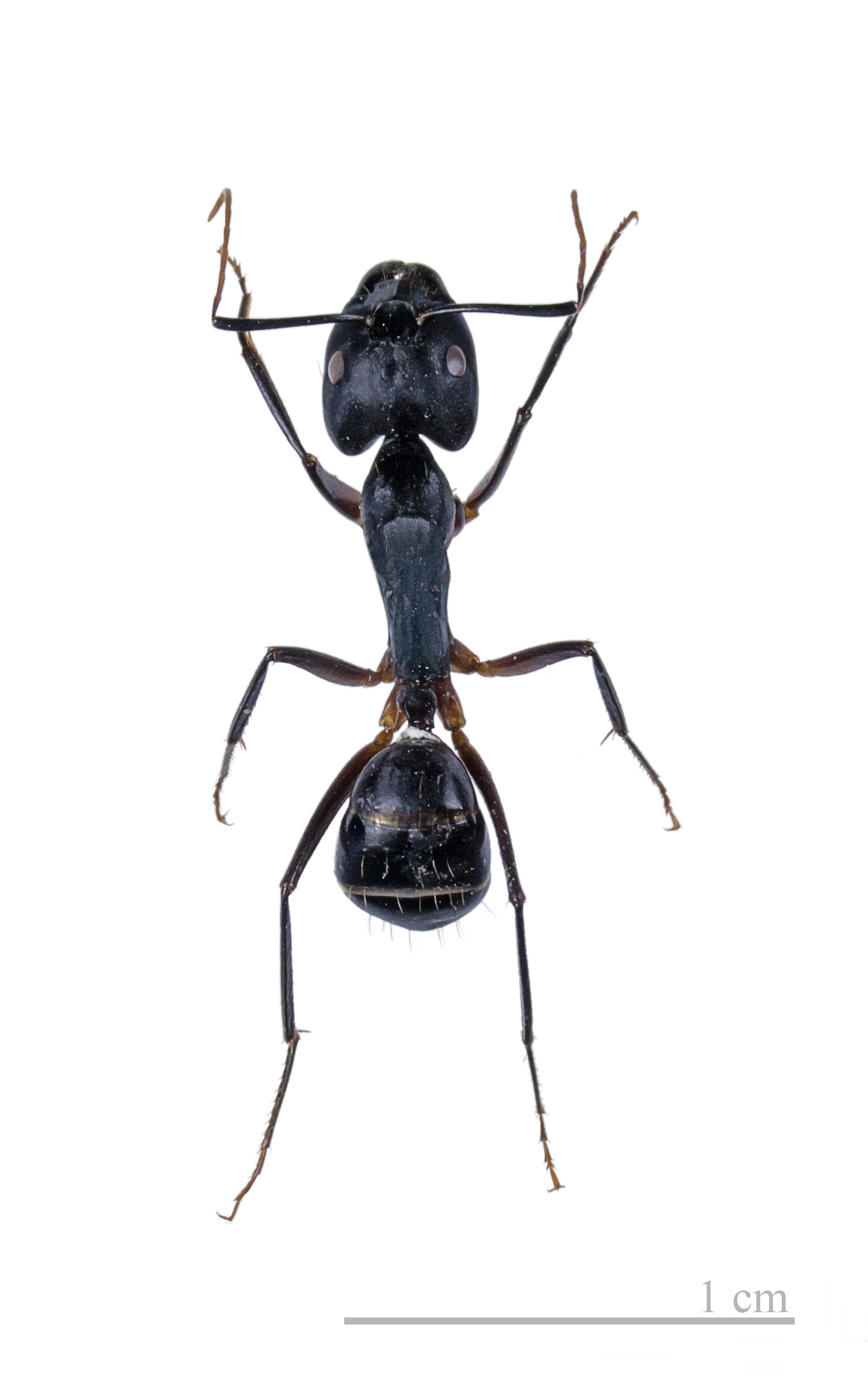
Camponotus fellah

Lista delle specie di Camponotus.

## A
- Camponotus abditus  Forel, 1899
- Camponotus abjectus  Santschi, 1937
- Camponotus abrahami Forel, 1913
- Camponotus abscisus Roger, 1863
- Camponotus abunanus Mann, 1916
- Camponotus acutirostris Wheeler, 1910
- Camponotus acvapimensis Mayr, 1862
- Camponotus adami Forel, 1910
- Camponotus adenensis Emery, 1893
- Camponotus aegyptiacus Emery, 1915
- Camponotus aeneopilosus Mayr, 1862
- Camponotus aequatorialis Roger, 1863
- Camponotus aequitas Santschi, 1920
- Camponotus aethiops (Latreille, 1798)
- Camponotus afflatus  Viehmeyer, 1925
- Camponotus ager (Smith, 1858)
- Camponotus agonius Santschi, 1915
- Camponotus aguilerai Kusnezov, 1952
- Camponotus alacer Forel, 1912
- Camponotus albicoxis Forel, 1899
- Camponotus albipes Emery, 1893
- Camponotus albistramineus Wheeler, 1936
- Camponotus alboannulatus Mayr, 1887
- Camponotus albocinctus (Ashmead, 1905)
- Camponotus albosparsus Bingham, 1903
- Camponotus alii Forel, 1890
- Camponotus altivagans Wheeler, 1936
- Camponotus amamianus Terayama, 1991
- Camponotus americanus (Buckley, 1866)
- Camponotus americanus Mayr, 1862
- Camponotus amoris Forel, 1904
- Camponotus amphidus Santschi, 1926
- Camponotus andrei Forel, 1885
- Camponotus andrewsi Donisthorpe, 1936
- Camponotus anguliceps Stitz, 1938
- Camponotus angusticeps Emery, 1886
- Camponotus angusticollis (Jerdon, 1851)
- Camponotus anningensis Wu & Wang, 1989
- Camponotus annulatus  Karavaiev, 1929
- Camponotus anthrax Wheeler, 1911
- Camponotus apostolus Forel, 1901
- Camponotus arabicus Collingwood, 1985
- Camponotus arboreus (Smith, 1858)
- Camponotus arcuatus  Mayr, 1876
- Camponotus argus Santschi, 1935
- Camponotus arminius Forel, 1910
- Camponotus armstrongi McAreavey, 1949
- Camponotus arnoldinus Forel, 1914
- Camponotus arrogans (Smith, 1858)
- Camponotus aruensis Karavaiev, 1933
- Camponotus asli Dumpert, 1989
- Camponotus ater (Buckley, 1839)
- Camponotus atlantis Forel, 1890
- Camponotus atriceps (Smith, 1858)
- Camponotus atriscapus Santschi, 1926
- Camponotus atrox Emery, 1925
- Camponotus attila Staercke, 1935
- Camponotus augustei Wheeler & Mann, 1914
- Camponotus auratus  Karavaiev, 1935
- Camponotus aurelianus Forel, 1912
- Camponotus aureopilus Viehmeyer, 1914
- Camponotus auricomus Roger, 1862
- Camponotus auriculatus  Mayr, 1897
- Camponotus auriventris Emery, 1889
- Camponotus aurocinctus  (Smith, 1858)
- Camponotus aurofasciatus  Santschi, 1915
- Camponotus auropubens Forel, 1894
- Camponotus aurosus Roger, 1863
- Camponotus autrani Forel, 1886
- Camponotus avius Santschi, 1926

## B
- Camponotus babau Bolton, 1995
- Camponotus bactrianus Pisarski, 1967
- Camponotus badius (Smith, 1857)
- Camponotus bakeri Wheeler, 1904
- Camponotus baldaccii Emery, 1908
- Camponotus balzani Emery, 1894
- Camponotus banghaasi Emery, 1903
- Camponotus barbaricus Emery, 1905
- Camponotus barbarossa Emery, 1920
- Camponotus barbatus  Roger, 1863
- Camponotus barbiger Donisthorpe, 1941
- Camponotus barbosus Baroni Urbani, 1972
- Camponotus baronii Alayo & Zayas Montero, 1977
- Camponotus basuto Arnold, 1958
- Camponotus batesii Forel, 1895
- Camponotus bayeri Forel, 1913
- Camponotus baynei Arnold, 1922
- Camponotus beccarii Emery, 1887
- Camponotus bedoti Emery, 1893
- Camponotus beebei Wheeler, 1918
- Camponotus belligerus Santschi, 1920
- Camponotus bellus Forel, 1908
- Camponotus benguelensis Santschi, 1911
- Camponotus bermudezi Aguayo, 1932
- Camponotus berthoudi Forel, 1879
- Camponotus bertolonii Emery, 1895
- Camponotus bianconii Emery, 1895
- Camponotus bidens Mayr, 1870
- Camponotus bifossus Santschi, 1917
- Camponotus bigenus Santschi, 1919
- Camponotus binghamii Forel, 1894
- Camponotus biolleyi Forel, 1902
- Camponotus bispinosus Mayr, 1870
- Camponotus bituberculatus  Andre, 1889
- Camponotus blandus (Smith, 1858)
- Camponotus bocki Forel, 1907
- Camponotus boghossiani Forel, 1911
- Camponotus bonariensis Mayr, 1868
- Camponotus borellii Emery, 1894
- Camponotus bottegoi Emery, 1895
- Camponotus brachycephalus Santschi, 1920
- Camponotus branneri (Mann, 1916)
- Camponotus brasiliensis Mayr, 1862
- Camponotus braunsi Mayr, 1895
- Camponotus brettesi Forel, 1899
- Camponotus brevicollis Stitz, 1916
- Camponotus brevis Forel, 1899
- Camponotus brevisetosus Forel, 1910
- Camponotus britteni Donisthorpe, 1931
- Camponotus brodiei Donisthorpe, 1920
- Camponotus brookei Forel, 1914
- Camponotus bruchi Forel, 1912
- Camponotus bruneiensis Viehmeyer, 1922
- Camponotus brunni Forel, 1901
- Camponotus brutus  Forel, 1886
- Camponotus bryani Santschi, 1928
- Camponotus buchholzi Mayr, 1902
- Camponotus buddhae Forel, 1892
- Camponotus bugnioni Forel, 1899
- Camponotus burgeoni Santschi, 1926
- Camponotus burtoni Mann, 1916
- Camponotus butteli Forel, 1905
- Camponotus buttikeri Arnold, 1958

## C
- Camponotus cacicus Emery, 1903
- Camponotus caesar Forel, 1886
- Camponotus caffer Emery, 1895
- Camponotus callistus  Emery, 1911
- Camponotus callmorphus Stitz, 1923
- Camponotus calvus Emery, 1920
- Camponotus cambouei Forel, 1891
- Camponotus camelinus (Smith, 1857)
- Camponotus camelus Emery, 1883
- Camponotus cameranoi Emery, 1894
- Camponotus cameratus  Viehmeyer, 1925
- Camponotus cameroni Forel, 1892
- Camponotus candiotes Emery, 1894
- Camponotus canescens Mayr, 1870
- Camponotus capito Mayr, 1876
- Camponotus capperi Forel, 1899
- Camponotus caracalla Forel, 1912
- Camponotus carbo Emery, 1877
- Camponotus carbonarius (Latreille, 1802)
- Camponotus carin Emery, 1889
- Camponotus caryae (Fitch, 1855)
- Camponotus casicus Santschi, 1920
- Camponotus castaneus (Latreille, 1802)
- Camponotus castanicola Donisthorpe, 1943
- Camponotus catalanus Emery, 1924
- Camponotus cecconii Emery, 1908
- Camponotus cerberulus Emery, 1920
- Camponotus ceriseipes Clark, 1938
- Camponotus cervicalis Roger, 1863
- Camponotus ceylonicus Emery, 1925
- Camponotus chalceoides Clark, 1938
- Camponotus chalceus Crawley, 1915
- Camponotus championi Forel, 1899
- Camponotus chapini Wheeler, 1922
- Camponotus chazaliei Forel, 1899
- Camponotus cheesmanae Donisthorpe, 1932
- Camponotus chilensis (Spinola, 1851)
- Camponotus chloroticus Emery, 1897
- Camponotus chongqingensis Wu & Wang, 1989
- Camponotus christi Forel, 1886
- Camponotus christophei Wheeler & Mann, 1914
- Camponotus christopherseni Forel, 1912
- Camponotus chromaiodes Bolton, 1995
- Camponotus chrysurus Gerstaecker, 1871
- Camponotus cilicicus Emery, 1908
- Camponotus cillae Forel, 1912
- Camponotus cinctellus (Gerstaecker, 1859)
- Camponotus cinerascens (Fabricius, 1787)
- Camponotus cinereus Mayr, 1876
- Camponotus cingulatus  Mayr, 1862
- Camponotus circularis Mayr, 1870
- Camponotus circumspectus  (Smith, 1861)
- Camponotus claripes Mayr, 1876
- Camponotus clarithorax Creighton, 1950
- Camponotus claviscapus Forel, 1899
- Camponotus cleobulus Santschi, 1919
- Camponotus clerodendri Emery, 1887
- Camponotus clypeatus  Mayr, 1866
- Camponotus cocosensis Wheeler, 1919
- Camponotus cognatocompressus Forel, 1904
- Camponotus compactus  Foerster, 1891
- Camponotus compositor Santschi, 1922
- Camponotus compressiscapus Andre, 1889
- Camponotus compressus (Fabricius, 1787)
- Camponotus concolor Forel, 1891
- Camponotus confluens Forel, 1913
- Camponotus confucii Forel, 1894
- Camponotus congolensis Emery, 1899
- Camponotus coniceps Santschi, 1926
- Camponotus conicus (Mayr, 1876)
- Camponotus conithorax Emery, 1914
- Camponotus conradti Forel, 1914
- Camponotus consanguineus (Smith, 1861)
- Camponotus consectator (Smith, 1858)
- Camponotus consobrinus (Erichson, 1842)
- Camponotus conspicuus (Smith, 1858)
- Camponotus constructor Forel, 1899
- Camponotus contractus  Mayr, 1872
- Camponotus conulus Mayr, 1870
- Camponotus coptobregma Kempf, 1968
- Camponotus corallinus (Roger, 1863)
- Camponotus cordiceps Santschi, 1939
- Camponotus cordincola Wheeler, 1934
- Camponotus coriolanus Forel, 1912
- Camponotus corniculatus  Wheeler, 1934
- Camponotus cornis Wang & Wu, 1994
- Camponotus coruscus (Smith, 1862)
- Camponotus cosmicus (Smith, 1858)
- Camponotus cotesii Forel, 1893
- Camponotus cowlei Froggatt, 1896
- Camponotus coxalis (Smith, 1859)
- Camponotus crassicornis Emery, 1920
- Camponotus crassisquamis Forel, 1902
- Camponotus crassus Mayr, 1862
- Camponotus crawleyi Emery, 1920
- Camponotus crenatus  Mayr, 1876
- Camponotus crepusculi Arnold, 1922
- Camponotus cressoni Andre, 1887
- Camponotus criniticeps Menozzi, 1939
- Camponotus cristatus  Mayr, 1866
- Camponotus crucheti Santschi, 1911
- Camponotus cruentatus  (Latreille, 1802)
- Camponotus cuauhtemoc Snelling, 1988
- Camponotus cubangensis Forel, 1901
- Camponotus culmicola Wheeler, 1905
- Camponotus cuneidorsus Emery, 1920
- Camponotus cuneiscapus Forel, 1910
- Camponotus curviscapus Emery, 1896
- Camponotus custodulus Emery, 1911
- Camponotus cylindricus (Fabricius, 1798)
- Camponotus cyrtomyrmodes Donisthorpe, 1941

## D
- Camponotus dalmasi Forel, 1899
- Camponotus dalmaticus (Nylander, 1849)
- Camponotus darwinii Forel, 1886
- Camponotus debellator Santschi, 1926
- Camponotus decipiens Emery, 1893
- Camponotus declivus Santschi, 1922
- Camponotus dedalus Forel, 1911
- Camponotus deletangi Santschi, 1920
- Camponotus dentatus  (Mayr, 1866)
- Camponotus denticulatus  Kirby, 1896
- Camponotus depressiceps Forel, 1879
- Camponotus depressus Mayr, 1866
- Camponotus desantii Santschi, 1915
- Camponotus descarpentriesi Santschi, 1926
- Camponotus desectus  (Smith, 1860)
- Camponotus detritus  Emery, 1886
- Camponotus devestitus  Wheeler, 1928
- Camponotus dewitzii Forel, 1886
- Camponotus dicksoni Arnold, 1948
- Camponotus difformis Stitz, 1938
- Camponotus dimorphus Emery, 1894
- Camponotus diplopunctatus  Emery, 1915
- Camponotus discolor (Buckley, 1866)
- Camponotus discors Forel, 1902
- Camponotus distinguendus (Spinola, 1851)
- Camponotus divergens Mayr, 1887
- Camponotus diversipalpus Santschi, 1922
- Camponotus dolabratus  Menozzi, 1927
- Camponotus dolendus Forel, 1892
- Camponotus dolichoderoides Forel, 1911
- Camponotus donisthorpei Emery, 1920
- Camponotus dorycus (Smith, 1860)
- Camponotus dracocephalus Stitz, 1938
- Camponotus dromas Santschi, 1919
- Camponotus dromedarius Forel, 1891
- Camponotus druryi Forel, 1886
- Camponotus dufouri Forel, 1891
- Camponotus dumetorum Wheeler, 1910

## E
- Camponotus echinoploides Forel, 1891
- Camponotus edmondi Andre, 1887
- Camponotus egregius (Smith, 1858)
- Camponotus elevatus  Forel, 1899
- Camponotus ellioti Forel, 1891
- Camponotus elysii Mann, 1919
- Camponotus emarginatus  Emery, 1886
- Camponotus emeryodicatus  Forel, 1901
- Camponotus empedocles Emery, 1920
- Camponotus ephippiatus  Viehmeyer, 1916
- Camponotus ephippium (Smith, 1858)
- Camponotus equus Stitz, 1932
- Camponotus eremicus Wheeler, 1915
- Camponotus erigens Forel, 1894
- Camponotus erinaceus Gerstaecker, 1871
- Camponotus errabundus Arnold, 1949
- Camponotus erythrostoma Emery, 1920
- Camponotus esau Forel, 1915
- Camponotus essigi Smith, 1923
- Camponotus ethicus Forel, 1897
- Camponotus etiolatus  Wheeler, 1904
- Camponotus etiolipes Bolton, 1995
- Camponotus eugeniae Forel, 1879
- Camponotus eurynotus  Forel, 1907
- Camponotus evae Forel, 1910
- Camponotus evansi Crawley, 1920
- Camponotus excavatus  Donisthorpe, 1948
- Camponotus excisus Mayr, 1870
- Camponotus exiguoguttatus  Forel, 1886
- Camponotus exsectus  Emery, 1900
- Camponotus extensus Mayr, 1876
- Camponotus ezotus  Bolton, 1995

## F
- Camponotus fabricator (Smith, 1858)
- Camponotus falco Forel, 1902
- Camponotus fallatus  Bolton, 1995
- Camponotus fallax (Nylander, 1856)
- Camponotus fasciatellus Dalla Torre, 1892
- Camponotus fasciatus  (Mayr, 1867)
- Camponotus fastigatus  Roger, 1863
- Camponotus favorabilis Santschi, 1919
- Camponotus fayfaensis Collingwood, 1985
- Camponotus fedtschenkoi Mayr, 1877
- Camponotus fellah Dalla Torre, 1893
- Camponotus femoratus  (Fabricius, 1804)
- Camponotus ferreri Forel, 1913
- Camponotus fervidus Donisthorpe, 1943
- Camponotus festai Emery, 1894
- Camponotus festinatus  (Buckley, 1866)
- Camponotus festinus (Smith, 1857)
- Camponotus fiebrigi Forel, 1906
- Camponotus fieldeae Forel, 1902
- Camponotus fieldellus Forel, 1910
- Camponotus figaro Collingwood & Yarrow, 1969
- Camponotus flavescens (Fabricius, 1793)
- Camponotus flavocassis Donisthorpe, 1941
- Camponotus flavocrines Donisthorpe, 1941
- Camponotus flavolimbatus  Viehmeyer, 1922
- Camponotus flavomarginatus  Mayr, 1862
- Camponotus fletcheri Donisthorpe, 1942
- Camponotus floridanus (Buckley, 1866)
- Camponotus florius Santschi, 1926
- Camponotus foleyi Santschi, 1939
- Camponotus foraminosus Forel, 1879
- Camponotus foreli Emery, 1881
- Camponotus formiciformis Forel, 1885
- Camponotus formosensis Wheeler, 1927
- Camponotus fornasinii Emery, 1895
- Camponotus friedae Forel, 1912
- Camponotus froggatti Forel, 1902
- Camponotus frontalis Pergande, 1896
- Camponotus fryi Mann, 1916
- Camponotus fugax Forel, 1902
- Camponotus fulvopilosus (De Geer, 1778)
- Camponotus fumidus Roger, 1863
- Camponotus furvus Santschi, 1911
- Camponotus fuscipennis Carpenter, 1930
- Camponotus fuscivillosus Xiao & Wang, 1989
- Camponotus fuscocinctus  Emery, 1888

## G
- Camponotus gabonensis Santschi, 1926
- Camponotus galla Forel, 1894
- Camponotus gambeyi Emery, 1883
- Camponotus gasseri (Forel, 1894)
- Camponotus geayi Santschi, 1922
- Camponotus genatus  Santschi, 1922
- Camponotus gerberti Donisthorpe, 1949
- Camponotus germaini Emery, 1903
- Camponotus gestroi Emery, 1878
- Camponotus gibber Forel, 1891
- Camponotus gibbinotus  Forel, 1902
- Camponotus gibbosus Karavaiev, 1929
- Camponotus gilviceps Roger, 1863
- Camponotus gilviventris Roger, 1863
- Camponotus glabrisquamis Emery, 1911
- Camponotus godmani Forel, 1899
- Camponotus goeldii Forel, 1894
- Camponotus gombaki Dumpert, 1986
- Camponotus gouldi Forel, 1886
- Camponotus gouldianus Forel, 1922
- Camponotus grandidieri Forel, 1886
- Camponotus greeni Forel, 1911
- Camponotus gretae Forel, 1902
- Camponotus guanchus Santschi, 1908
- Camponotus guayapa Kusnezov, 1952
- Camponotus gundlachi Mann, 1920
- Camponotus guppyi Mann, 1920
- Camponotus guttatus  Emery, 1899

## H
- Camponotus habereri Forel, 1911
- Camponotus haematocephalus Emery, 1903
- Camponotus haereticus Santschi, 1914
- Camponotus hagensii Forel, 1886
- Camponotus hannani Forel, 1899
- Camponotus hapi Weber, 1943
- Camponotus hartogi Forel, 1902
- Camponotus hastifer Emery, 1911
- Camponotus havilandi Arnold, 1922
- Camponotus heathi Mann, 1916
- Camponotus hedwigae Forel, 1912
- Camponotus helleri Emery, 1903
- Camponotus hellmichi Menozzi, 1935
- Camponotus helvus Xiao & Wang, 1989
- Camponotus hemichlaena Yasumatsu & Brown, 1951
- Camponotus heracleus (Heer, 1850)
- Camponotus herculeanus (Linnaeus, 1758)
- Camponotus hermanni Emery, 1911
- Camponotus heros Santschi, 1926
- Camponotus heteroclitus  Forel, 1895
- Camponotus hildebrandti Forel, 1886
- Camponotus hippocrepis Emery, 1920
- Camponotus hoelldobleri Cagniant, 1991
- Camponotus holosericeus Emery, 1889
- Camponotus holzi Forel, 1921
- Camponotus hoplites Emery, 1914
- Camponotus horni Clark, 1930
- Camponotus horrens Forel, 1910
- Camponotus horripilus Emery, 1900
- Camponotus horseshoetus  Datta & Raychaudhuri, 1985
- Camponotus hosei Forel, 1911
- Camponotus hospes (Emery, 1884)
- Camponotus hova Forel, 1891
- Camponotus howensis Wheeler, 1927
- Camponotus humeralis Emery, 1920
- Camponotus humerus Wang & Wu, 1994
- Camponotus hunteri Wheeler, 1910
- Camponotus hyatti Emery, 1893
- Camponotus hypoclineoides Wheeler, 1919

## I
- Camponotus icarus Forel, 1912
- Camponotus ignestii Menozzi, 1935
- Camponotus iheringi Forel, 1908
- Camponotus ilgii Forel, 1894
- Camponotus imitator Forel, 1891
- Camponotus immigrans Santschi, 1914
- Camponotus importunus Forel, 1911
- Camponotus impressilabris Stitz, 1938
- Camponotus impressus (Roger, 1863)
- Camponotus improprius (Forel, 1879)
- Camponotus inca Emery, 1903
- Camponotus incensus Wheeler, 1932
- Camponotus inconspicuus Mayr, 1872
- Camponotus indefinitus  Karavaiev, 1929
- Camponotus indeflexus (Walker, 1859)
- Camponotus indicatus  Santschi, 1922
- Camponotus induratus  (Heer, 1850)
- Camponotus inflatus  Lubbock, 1880
- Camponotus innexus Forel, 1902
- Camponotus insipidus Forel, 1893
- Camponotus integellus Forel, 1899
- Camponotus interjectus  Mayr, 1877
- Camponotus intrepidus (Kirby, 1819)
- Camponotus invidus Forel, 1892
- Camponotus ionius Emery, 1920
- Camponotus iridis Santschi, 1922
- Camponotus irritabilis (Smith, 1857)
- Camponotus irritans (Smith, 1857)
- Camponotus isabellae Forel, 1909
- Camponotus itoi Forel, 1912

## J
- Camponotus jaliensis Dalla Torre, 1893
- Camponotus janeti Forel, 1895
- Camponotus janussus Bolton, 1995
- Camponotus japonicus Mayr, 1866
- Camponotus jeanneli Santschi, 1914
- Camponotus jejuensis Kim & Kim, 1986
- Camponotus jianghuaensis Xiao & Wang, 1989
- Camponotus jizani Collingwood, 1985
- Camponotus johnclarki Taylor, 1992

## K
- Camponotus juliae Emery, 1903
- Camponotus karawaiewi Menozzi, 1926
- Camponotus keiferi Wheeler, 1934
- Camponotus keihitoi Forel, 1913
- Camponotus kelleri Forel, 1886
- Camponotus kersteni Gerstaecker, 1871
- Camponotus kiesenwetteri (Roger, 1859)
- Camponotus kiusiuensis Santschi, 1937
- Camponotus klaesii (Forel, 1886)
- Camponotus klugii Emery, 1895
- Camponotus knysnae Arnold, 1922
- Camponotus kollbrunneri Forel, 1910
- Camponotus kolthoffi Stitz, 1934
- Camponotus kopetdaghensis Dlussky & Zabelin, 1985
- Camponotus korthalsiae Emery, 1887
- Camponotus koseritzi Emery, 1888
- Camponotus kosswigi Donisthorpe, 1950
- Camponotus kraepelini Forel, 1901
- Camponotus kurdistanicus Emery, 1898
- Camponotus kutteri Forel, 1915
- Camponotus kutterianus Baroni Urbani, 1972

## L
- Camponotus laconicus Emery, 1920
- Camponotus laevigatus  (Smith, 1858)
- Camponotus lamarckii Forel, 1892
- Camponotus lamborni Donisthorpe, 1933
- Camponotus lameerei Emery, 1898
- Camponotus laminatus  Mayr, 1866
- Camponotus lancifer Emery, 1894
- Camponotus landolti Forel, 1879
- Camponotus langi Wheeler, 1922
- Camponotus laotzei Wheeler, 1921
- Camponotus largiceps Wu & Wang, 1989
- Camponotus larvigerus Wheeler & Mann, 1914
- Camponotus lasiselene Wang & Wu, 1994
- Camponotus latangulus Roger, 1863
- Camponotus latebrosus (Walker, 1859)
- Camponotus lateralis (Olivier, 1792)
- Camponotus latrunculus (Wheeler, 1915)
- Camponotus lauensis Mann, 1921
- Camponotus lautus  (Say, 1836)
- Camponotus leae Wheeler, 1915
- Camponotus legionarium Santschi, 1911
- Camponotus lenkoi Kempf, 1960
- Camponotus leonardi Emery, 1889
- Camponotus leptocephalus Emery, 1923
- Camponotus lespesii Forel, 1886
- Camponotus lessonai Emery, 1894
- Camponotus leucophaeus (Smith, 1861)
- Camponotus leveillei Emery, 1895
- Camponotus leydigi Forel, 1886
- Camponotus libanicus Andre, 1881
- Camponotus ligeus Donisthorpe, 1931
- Camponotus lighti Wheeler, 1927
- Camponotus ligniperdus (Latreille, 1802)
- Camponotus lignitus  (Germar, 1837)
- Camponotus lilianae Forel, 1913
- Camponotus limbiventris Santschi, 1911
- Camponotus lindigi Mayr, 1870
- Camponotus linnaei Forel, 1886
- Camponotus liogaster Santschi, 1932
- Camponotus lividicoxis Viehmeyer, 1925
- Camponotus loa Mann, 1919
- Camponotus longi Forel, 1902
- Camponotus longiceps (Smith, 1863)
- Camponotus longipalpis Santschi, 1926
- Camponotus longipilis Emery, 1911
- Camponotus longiventris Theobald, 1937
- Camponotus lownei Forel, 1895
- Camponotus lubbocki Forel, 1886
- Camponotus lucayanus Wheeler, 1905
- Camponotus luctuosus (Smith, 1858)
- Camponotus luteiventris Emery, 1897
- Camponotus luteus (Smith, 1858)
- Camponotus lutzi Forel, 1905

## M
- Camponotus maafui Mann, 1921
- Camponotus macareaveyi Taylor, 1992
- Camponotus maccooki Forel, 1879
- Camponotus macilentus  Smith, 1877
- Camponotus macrocephalus (Erichson, 1842)
- Camponotus macrocephalus Emery, 1894
- Camponotus macrochaeta Emery, 1903
- Camponotus maculatus  (Fabricius, 1782)
- Camponotus magister Santschi, 1925
- Camponotus maguassa Wheeler, 1922
- Camponotus manni Wheeler, 1934
- Camponotus massiliensis Schmitz, 1950
- Camponotus massinissa Wheeler, 1922
- Camponotus mathildeae Smith, 1949
- Camponotus maudella Mann, 1921
- Camponotus maxwellensis Forel, 1913
- Camponotus maynei Forel, 1916
- Camponotus mayri Forel, 1879
- Camponotus medeus Emery, 1920
- Camponotus megalonyx Wheeler, 1919
- Camponotus melanocephalus Roger, 1863
- Camponotus melanoticus Emery, 1894
- Camponotus melichloros Kirby, 1888
- Camponotus mendax Forel, 1895
- Camponotus mengei Mayr, 1868
- Camponotus micans Nylander, 1856
- Camponotus michaelseni Forel, 1907
- Camponotus microcephalus Carpenter, 1930
- Camponotus micrositus  Wheeler, 1937
- Camponotus midas Froggatt, 1896
- Camponotus mina Forel, 1879
- Camponotus minozzii Emery, 1920
- Camponotus minus Wang & Wu, 1994
- Camponotus mirabilis Emery, 1903
- Camponotus mississippiensis Smith, 1923
- Camponotus misturus Smith, 1857
- Camponotus mitis Smith, 1858
- Camponotus mocquerysi Emery, 1899
- Camponotus mocsaryi Forel, 1902
- Camponotus moderatus  Santschi, 1930
- Camponotus modoc Wheeler, 1910
- Camponotus moelleri Forel, 1912
- Camponotus moeschi Forel, 1910
- Camponotus molossus Forel, 1907
- Camponotus monardi Santschi, 1930
- Camponotus montivagus Forel, 1885
- Camponotus morosus (Smith, 1858)
- Camponotus mozabensis Emery, 1899
- Camponotus mucronatus  Emery, 1890
- Camponotus mus Roger, 1863
- Camponotus mussolinii Donisthorpe, 1936
- Camponotus mutilatus  (Smith, 1859)
- Camponotus myoporus Clark, 1938
- Camponotus mystaceus Emery, 1886

## N
- Camponotus nacerdus Norton, 1868
- Camponotus nadimi Tohme, 1969
- Camponotus naegelii Forel, 1879
- Camponotus namacola Prins, 1973
- Camponotus nasicus Forel, 1891
- Camponotus nasutus  Emery, 1895
- Camponotus natalensis (Smith, 1858)
- Camponotus navigator Wilson, 1967
- Camponotus nawai Ito, 1914
- Camponotus nearcticus Emery, 1893
- Camponotus nepos Forel, 1912
- Camponotus newzealandicus Donisthorpe, 1940
- Camponotus nicobarensis Mayr, 1865
- Camponotus nigricans Roger, 1863
- Camponotus nigriceps (Smith, 1858)
- Camponotus nigrifrons (Mayr, 1870)
- Camponotus nigroaeneus (Smith, 1858)
- Camponotus nigronitidus Azuma, 1951
- Camponotus nipponensis Santschi, 1937
- Camponotus nipponicus Wheeler, 1928
- Camponotus nirvanae Forel, 1893
- Camponotus nitens Mayr, 1870
- Camponotus niveosetosus Mayr, 1862
- Camponotus normatus  Forel, 1899
- Camponotus nossibeensis Andre, 1887
- Camponotus novaeboracensis (Fitch, 1855)
- Camponotus novaehollandiae Mayr, 1870
- Camponotus novogranadensis Mayr, 1870
- Camponotus novotnyi Samsinak, 1967
- Camponotus nutans Mayr, 1867
- Camponotus nylanderi Emery, 1921
- Camponotus nywet Bolton, 1995

## O
- Camponotus oasium Forel, 1890
- Camponotus obesus Piton, 1935
- Camponotus obliquipilosus Emery, 1920
- Camponotus obliquus Smith, 1930
- Camponotus oblongus (Smith, 1858)
- Camponotus obreptivus Forel, 1899
- Camponotus obscuripes Mayr, 1879
- Camponotus obscuriventris Cagniant, 1991
- Camponotus obtritus  Emery, 1911
- Camponotus occasus Emery, 1920
- Camponotus oceanicus (Mayr, 1870)
- Camponotus ocreatus  Emery, 1893
- Camponotus oculatior Santschi, 1935
- Camponotus odiosus Forel, 1886
- Camponotus oeningensis (Heer, 1850)
- Camponotus oertzeni Forel, 1889
- Camponotus oetkeri Forel, 1910
- Camponotus ogasawarensis Terayama & Satoh, 1990
- Camponotus olivieri Forel, 1886
- Camponotus ominosus Forel, 1911
- Camponotus opaciceps Roger, 1863
- Camponotus orinobates Santschi, 1919
- Camponotus orinus Dumpert, 1995
- Camponotus orites Santschi, 1919
- Camponotus orthocephalus Emery, 1894
- Camponotus orthodoxus Santschi, 1914
- Camponotus ostiarius Forel, 1914
- Camponotus ovaticeps (Spinola, 1851)
- Camponotus overbecki Viehmeyer, 1916
- Camponotus oxleyi Forel, 1902

## P
- Camponotus pachylepis Emery, 1920
- Camponotus pallens (Le Guillou, 1842)
- Camponotus pallescens Mayr, 1887
- Camponotus palpatus  Emery, 1897
- Camponotus papago Creighton, 1953
- Camponotus paradoxus Mayr, 1866
- Camponotus parius Emery, 1889
- Camponotus patimae Wheeler, 1942
- Camponotus pavidus (Smith, 1860)
- Camponotus pellarius Wheeler, 1914
- Camponotus pellax Santschi, 1919
- Camponotus penninervis Theobald, 1937
- Camponotus pennsylvanicus (De Geer, 1773)
- Camponotus peperi Forel, 1913
- Camponotus perneser Bolton, 1995
- Camponotus perrisii Forel, 1886
- Camponotus perroti Forel, 1897
- Camponotus personatus  Emery, 1894
- Camponotus peseshus Bolton, 1995
- Camponotus petersii Emery, 1895
- Camponotus petrifactus  Carpenter, 1930
- Camponotus pexus Santschi, 1929
- Camponotus phragmaticola Donisthorpe, 1943
- Camponotus phytophilus Wheeler, 1934
- Camponotus piceatus  Norton, 1868
- Camponotus piceus (Leach, 1825)
- Camponotus picipes (Olivier, 1792)
- Camponotus pictipes Forel, 1891
- Camponotus pictostriatus  Karavaiev, 1933
- Camponotus pilicornis (Roger, 1859)
- Camponotus pinguiculus (Heer, 1850)
- Camponotus pinguis (Heer, 1850)
- Camponotus pittieri Forel, 1899
- Camponotus placidus (Smith, 1858)
- Camponotus planatus  Roger, 1863
- Camponotus planus Smith, 1877
- Camponotus platypus Roger, 1863
- Camponotus platytarsus Roger, 1863
- Camponotus plutus  Santschi, 1922
- Camponotus poecilus Emery, 1893
- Camponotus politae (Wu & Wang, 1994)
- Camponotus polynesicus Emery, 1896
- Camponotus pompeius Forel, 1886
- Camponotus postcornutus  Clark, 1930
- Camponotus posticus Santschi, 1926
- Camponotus postoculatus  Forel, 1914
- Camponotus pressipes Emery, 1893
- Camponotus propinquellus Emery, 1920
- Camponotus propinquus Mayr, 1887
- Camponotus prosulcatus  Santschi, 1935
- Camponotus pseudoirritans Wu & Wang, 1989
- Camponotus pseudolendus Wu & Wang, 1989
- Camponotus puberulus Emery, 1920
- Camponotus pulchellus Forel, 1894
- Camponotus pullatus  Mayr, 1866
- Camponotus pulvinatus  Mayr, 1904
- Camponotus punctaticeps (Mayr, 1867)
- Camponotus punctatissimus Forel, 1907
- Camponotus punctatus  Forel, 1912
- Camponotus punctiventris Emery, 1920
- Camponotus punctulatus  Mayr, 1868
- Camponotus puniceps Donisthorpe, 1942
- Camponotus putatus  Forel, 1892
- Camponotus pylartes Wheeler, 1904
- Camponotus pylorus Santschi, 1920

## Q
- Camponotus quadriceps (Smith, 1859)
- Camponotus quadrimaculatus  Forel, 1886
- Camponotus quadrinotatus  Forel, 1886
- Camponotus quadrisectus  (Smith, 1858)
- Camponotus quercicola Smith, 1954

## R
- Camponotus radiatus  Forel, 1892
- Camponotus radovae Forel, 1886
- Camponotus ramulorum Wheeler, 1905
- Camponotus rapax (Fabricius, 1804)
- Camponotus raphaelis Forel, 1899
- Camponotus reaumuri Forel, 1892
- Camponotus rectangularis Emery, 1890
- Camponotus reepeni Forel, 1913
- Camponotus reevei Arnold, 1922
- Camponotus reichardti Arnol'di, 1967
- Camponotus reichenspergeri Santschi, 1926
- Camponotus reinaldi Kempf, 1960
- Camponotus renggeri Emery, 1894
- Camponotus repens Forel, 1897
- Camponotus reticulatus  Roger, 1863
- Camponotus rhamses Santschi, 1915
- Camponotus riehlii (Roger, 1863)
- Camponotus robecchii Emery, 1892
- Camponotus robertae Santschi, 1926
- Camponotus robustus  Roger, 1863
- Camponotus roeseli Forel, 1910
- Camponotus rothneyi Forel, 1893
- Camponotus rotumanus Wilson & Taylor, 1967
- Camponotus rotundinodis Santschi, 1935
- Camponotus roubaudi Santschi, 1911
- Camponotus rubidus Xiao & Wang, 1989
- Camponotus rubiginosus Mayr, 1876
- Camponotus rubripes (Latreille, 1802)
- Camponotus rubrithorax Forel, 1899
- Camponotus ruficornis Emery, 1895
- Camponotus rufifemur Emery, 1900
- Camponotus rufifrons (Smith, 1860)
- Camponotus rufigaster Menozzi, 1928
- Camponotus rufipes (Fabricius, 1775)
- Camponotus rufoglaucus (Jerdon, 1851)
- Camponotus rufus Crawley, 1925
- Camponotus rusticus Santschi, 1916
- Camponotus ruzskyellus Forel, 1922
- Camponotus ruzskyi Emery, 1898

## S
- Camponotus sacchii Emery, 1899
- Camponotus sachalinensis Forel, 1904
- Camponotus salvini Forel, 1899
- Camponotus samius Forel, 1889
- Camponotus sanctaefidei Dalla Torre, 1892
- Camponotus sanctus  Forel, 1904
- Camponotus sanguinifrons Viehmeyer, 1925
- Camponotus sankisianus Forel, 1913
- Camponotus sansabeanus (Buckley, 1866)
- Camponotus santosi Forel, 1908
- Camponotus satan Wheeler, 1919
- Camponotus saundersi Emery, 1889
- Camponotus saussurei Forel, 1879
- Camponotus saussurei Theobald, 1937
- Camponotus saxatilis Ruzsky, 1895
- Camponotus sayi Emery, 1893
- Camponotus scabrinodis Arnold, 1924
- Camponotus scalaris Forel, 1901
- Camponotus schaefferi Wheeler, 1909
- Camponotus schmeltzi Mayr, 1866
- Camponotus schmitzi Staercke, 1933
- Camponotus schneei Mayr, 1903
- Camponotus schoutedeni Forel, 1911
- Camponotus scipio Forel, 1908
- Camponotus scissus Mayr, 1887
- Camponotus scratius Forel, 1907
- Camponotus sculptor Santschi, 1920
- Camponotus sedulus (Smith, 1857)
- Camponotus selene (Emery, 1889)
- Camponotus sellidorsatus  Prins, 1973
- Camponotus semicarinatus  (Forel, 1895)
- Camponotus semirufus Emery, 1925
- Camponotus semitestaceus Snelling, 1970
- Camponotus semoni Forel, 1905
- Camponotus senex (Smith, 1858)
- Camponotus septentrionalis (Buckley, 1866)
- Camponotus sericatus  Mayr, 1887
- Camponotus sericeiventris (Guerin-Meneville, 1838)
- Camponotus sericeus (Fabricius, 1798)
- Camponotus sesquipedalis Roger, 1863
- Camponotus setitibia Forel, 1901
- Camponotus severini Forel, 1909
- Camponotus sexguttatus  (Fabricius, 1793)
- Camponotus sexpunctatus  Forel, 1894
- Camponotus shanwangensis Hong, 1984
- Camponotus sibreei Forel, 1891
- Camponotus sicheli Mayr, 1866
- Camponotus siemsseni Forel, 1901
- Camponotus sikorai Emery, 1920
- Camponotus silvestrii Emery, 1906
- Camponotus silvicola Forel, 1902
- Camponotus simillimus (Smith, 1862)
- Camponotus simoni Emery, 1893
- Camponotus simulans Forel, 1910
- Camponotus simulator Forel, 1915
- Camponotus simus Emery, 1908
- Camponotus singularis (Smith, 1858)
- Camponotus sklarus Bolton, 1995
- Camponotus smithianus Wheeler, 1919
- Camponotus snellingi Bolton, 1995
- Camponotus socius Roger, 1863
- Camponotus socorroensis Wheeler, 1934
- Camponotus socrates Forel, 1904
- Camponotus solenobius Menozzi, 1926
- Camponotus solon Forel, 1886
- Camponotus somalinus Andre, 1887
- Camponotus sommeri (Forel, 1894)
- Camponotus spanis Xiao & Wang, 1989
- Camponotus spenceri Clark, 1930
- Camponotus sphaericus Roger, 1863
- Camponotus sphenocephalus Emery, 1911
- Camponotus sphenoidalis Mayr, 1870
- Camponotus spinitarsus Emery, 1920
- Camponotus spinolae Roger, 1863
- Camponotus sponsorum Forel, 1910
- Camponotus staryi Pisarski, 1971
- Camponotus storeatus  Forel, 1910
- Camponotus striatus  (Smith, 1862)
- Camponotus strictus  (Jerdon, 1851)
- Camponotus subbarbatus  Emery, 1893
- Camponotus subcircularis Emery, 1920
- Camponotus subnitidus Mayr, 1876
- Camponotus substitutus  Emery, 1894
- Camponotus subtilis (Smith, 1860)
- Camponotus subtruncatus  Borgmeier, 1929
- Camponotus sucki Forel, 1901
- Camponotus suffusus (Smith, 1858)
- Camponotus sylvaticus (Olivier, 1792)

## T
- Camponotus tahatensis Santschi, 1929
- Camponotus taipingensis Forel, 1913
- Camponotus tameri Bolton, 1995
- Camponotus tashcumiri Tarbinsky, 1976
- Camponotus tasmani Forel, 1902
- Camponotus tauricollis Forel, 1894
- Camponotus tejonia (Buckley, 1866)
- Camponotus tenuipes (Smith, 1857)
- Camponotus tenuiscapus Roger, 1863
- Camponotus tepicanus Pergande, 1896
- Camponotus terbimaculatus  Emery, 1920
- Camponotus terebrans (Lowne, 1865)
- Camponotus tergestinus Mueller, 1921
- Camponotus terricola Karavaiev, 1929
- Camponotus territus  Santschi, 1939
- Camponotus testaceus Emery, 1894
- Camponotus texanus Wheeler, 1903
- Camponotus texens Dumpert, 1986
- Camponotus thales Forel, 1910
- Camponotus thomasseti Forel, 1912
- Camponotus thoracicus (Fabricius, 1804)
- Camponotus thraso Forel, 1893
- Camponotus thysanopus Wheeler, 1937
- Camponotus tichomirovi Ruzsky, 1905
- Camponotus tilhoi Santschi, 1926
- Camponotus timidus (Jerdon, 1851)
- Camponotus tokioensis Ito, 1912
- Camponotus tokunagai Naora, 1933
- Camponotus tonduzi Forel, 1899
- Camponotus tonkinus Santschi, 1925
- Camponotus torrei Aguayo, 1932
- Camponotus tortuganus Emery, 1895
- Camponotus toussainti Wheeler & Mann, 1914
- Camponotus traegaordhi Santschi, 1914
- Camponotus trajanus Forel, 1912
- Camponotus transvaalensis Arnold, 1948
- Camponotus trapeziceps Forel, 1908
- Camponotus trapezoideus Mayr, 1870
- Camponotus trepidulus Creighton, 1965
- Camponotus tricolor (Stitz, 1912)
- Camponotus tricoloratus  Clark, 1941
- Camponotus trietericus Menozzi, 1926
- Camponotus trifasciatus  Santschi, 1926
- Camponotus tripartitus  Mayr, 1887
- Camponotus tristis Clark, 1930
- Camponotus triton Wheeler, 1934
- Camponotus tritschleri Forel, 1912
- Camponotus truebi Forel, 1910
- Camponotus truncatus  (Spinola, 1808)
- Camponotus tumidus Crawley, 1922
- Camponotus turkestanicus Emery, 1887
- Camponotus turkestanus Andre, 1882

## U
- Camponotus ulcerosus Wheeler, 1910
- Camponotus ulei Forel, 1904
- Camponotus ullrichi Bachmayer, 1960
- Camponotus ulvarum Forel, 1899
- Camponotus universitatis Forel, 1890
- Camponotus urichi Forel, 1899
- Camponotus ursus Forel, 1886
- Camponotus ustus  Forel, 1879

## V
- Camponotus vafer Wheeler, 1910
- Camponotus vagus (Scopoli, 1763)
- Camponotus valdeziae Forel, 1879
- Camponotus varians Roger, 1863
- Camponotus variegatus  (Smith, 1858)
- Camponotus varius Donisthorpe, 1943
- Camponotus varus Forel, 1910
- Camponotus vehemens Foerster, 1891
- Camponotus velox (Jerdon, 1851)
- Camponotus versicolor Clark, 1930
- Camponotus vespertinus Arnold, 1960
- Camponotus vestitus  (Smith, 1858)
- Camponotus vetus  Scudder, 1877
- Camponotus vezenyii Forel, 1907
- Camponotus vicinus Mayr, 1870
- Camponotus victoriae Arnold, 1959
- Camponotus viehmeyeri Forel, 1911
- Camponotus vigilans (Smith, 1858)
- Camponotus villosus Crawley, 1915
- Camponotus vinosus (Smith, 1858)
- Camponotus viri Santschi, 1915
- Camponotus virulens Santschi, 1861
- Camponotus vitiensis Mann, 1921
- Camponotus vitreus (Smith, 1860)
- Camponotus vittatus  Forel, 1904
- Camponotus vividus (Smith, 1858)
- Camponotus voeltzkowii Forel, 1894
- Camponotus vogti Forel, 1906
- Camponotus vulpus Santschi, 1926

## W
- Camponotus walkeri Forel, 1893
- Camponotus wasmanni Emery, 1893
- Camponotus wedda Forel, 1908
- Camponotus weismanni Forel, 1901
- Camponotus wellmani Forel, 1909
- Camponotus werthi Forel, 1908
- Camponotus westermanni Mayr, 1862
- Camponotus wheeleri Mann, 1916
- Camponotus whitei Wheeler, 1915
- Camponotus wiederkehri Forel, 1894
- Camponotus wildae Donisthorpe, 1948
- Camponotus wroughtonii Forel, 1893
- Camponotus wytsmani Emery, 1920

## X
- Camponotus xanthogaster Santschi, 1925

## Y
- Camponotus yala Kusnezov, 1952
- Camponotus yamaokai Terayama & Satoh, 1990
- Camponotus yessensis Yasumatsu & Brown, 1951
- Camponotus yiningensis Wang & Wu, 1994
- Camponotus yogi Wheeler, 1915

## Z
- Camponotus zenon Forel, 1912
- Camponotus zimmermanni Forel, 1894
- Camponotus zoc Forel, 1879